# Dorcasominae
Dorcasominae es una  subfamilia de coleópteros crisomeloideos dentro de la familia Cerambycidae. Comprende unos 55 géneros de escarabajos de patas largas, generalmente de color marrón con largas antenas. Son muy similares al grupo Lepturinae. No se tiene constancia de que se encuentren en Europa, pero una o dos especies se encuentran en la parte asiática de Turquía.

## Tribu y géneros
Comprende las tribus  Apatophysini Dorcasomini
- Géneros: Acapnolymma - Aedoeus - Afroartelida - Anthribola - Antigenes - Apatophysis - Apheledes - Apiocephalus - Appedesis - Ariastes - Artelida - Barossus - Boppeus - Borneophysis - Capetoxotus - Capnolymma - Catalanotoxotus - Criocerinus - Dorcasomus - Dorcianus - Dotoramades - Dysmathosoma - Eccrisis - Echarista - Enthymius - Gaurotinus - Harimius - Icariotis - Kudekanye - Lepturastra - Lingoria - Logisticus - Lycosomus - Mastododera - Megasticus - Musius - Myiodola - Otteissa - Pachysticus - Paralogisticus - Paratophysis - Paratoxotus - Peithona - Phithryonus - Planisticus - Pseudogenes - Pyllotodes - Raharizonina - Ramodatodes - Rhagiops - Sagridola - Scariates - Scopanta - Stenotsivoka - Stenoxotus - Suzelia - Tomobrachyta - Toxitiades - Trichroa - Tsivoka - Villiersicus - Xanthopiodus